# LZ 41
Der Zeppelin LZ 41 war das 41. Luftschiff des Grafen Zeppelin und der elfte Zeppelin der Kaiserlichen Marine mit der militärischen Kennung L 11.

## Geschichte
LZ 41 war der erste Zeppelin, der auf der neuen Werft in Löwenthal bei Friedrichshafen fertiggestellt wurde. Die erste Fahrt von LZ 41 fand am 7. Juni 1915 statt.
Die Marine übernahm das Luftschiff unter der Kennung L 11. Kommandant des Luftschiffs wurde Oberleutnant zur See von Buttlar, der schon L 6 kommandiert hatte.
L 11 wurde abwechselnd in Nordholz und in Hage stationiert für Aufklärungsfahrten über der Nordsee und für Bombenangriffe auf Großbritannien. Für beide Aufgaben wurde das Schiff oft eingesetzt. So griff das Schiff in den Nächten zum 10., 13. und 18. August 1915 London an. Die Fahrt am 12./13. wurde wegen eines schweren Gewitters über Harwich abgebrochen. Zeitgleich zu den beiden anderen Fahrten hatte auch das Schwesterschiff L 10 den gleichen Zielbereich angegriffen. Am 13. Oktober 1915 nahm L 11 am Geschwaderangriff auf England zusammen mit L 12, L 14, L 15 und L 16 teil. Letzter Angriffseinsatz unter von Buttlar war ein Geschwaderangriff auf Liverpool am 31. Januar 1916.
Am 9. Februar 1916 übernahm der Korvettenkapitän Victor Schütze (* 1878, 1917 beim Verlust von L 48 gestorben) das Luftschiff, da von Buttlar zur Übernahme des neuen Zeppelins L 30 kommandiert worden war. Während der Seeschlacht am Skagerrak war L 11 eins von zehn eingesetzten Luftschiffen und konnte der deutschen Marineführung über Funk am 1. Juni 1916 wertvolle Nachrichten über die Bewegung von Teilen der Royal Navy vor der niederländischen Küste melden. Die britischen Kriegsschiffe hielten das in etwa 1500 Metern Höhe aufklärende Luftschiff unter Abwehrfeuer. Der Kommandant von L 11, Korvettenkapitän Schütze, trug darüber in das Logbuch ein: „Alle in Sicht kommenden Schiffe nahmen das Feuer sofort mit Energie auf, so daß L 11 zeitweise im Feuer von 21 großen und vielen kleinen Schiffen stand. Wenn das Feuer auch ergebnislos war, so verursachten die großen Geschosse und die nahebei krepierenden Schrapnelle doch so schwere Erschütterungen im Schiffsgerippe, daß es ratsam schien, die Entfernung durch entsprechende Maßnahmen zu vergrößern.“
L 11, seit dem 12. November 1916 unter dem Kommando von Kapitänleutnant Heinrich Hollender (* 1884), führte unter seinen drei Kommandanten insgesamt 31 Aufklärungs- und 12 Angriffsfahrten mit 15.543 kg Bomben durch. Zusammen mit seinen Schwesterschiffen L 13, L 14 und L 16  gehörte L 11 aus militärischer Sicht zu den erfolgreichsten Luftschiffen. Zusammen führten diese vier Schiffe 162 Aufklärungsfahrten sowie 56 Angriffsfahrten durch und brachten dabei 17 % der insgesamt von Luftschiffen abgeworfenen Bomben (ca. 75 t) zum Abwurf.

## Verbleib
Zuletzt diente L 11 als Schulschiff unter Kapitänleutnant der Reserve Blew. LZ 41/L 11 wurde am 25. April 1917 in Hage als veraltet abgerüstet.
Während seiner Einsatzzeit als Frontluftschiff hatte es 118 Fahrten durchgeführt. Im Schulbetrieb folgten 276 weitere Fahrten.

## Technische Daten
- Traggasvolumen: 31.900 m³ Wasserstoff
- Länge: 163,50 m
- Durchmesser: 18,70 m
- Nutzlast: 15 t
- Antrieb: vier sechszylindrige Maybach-Motoren von je 210 PS (154 kW)
- Geschwindigkeit: 26,7 m/s